# ネオ・ドーベルマン
『ネオ・ドーベルマン』は、清水玲子による日本の漫画作品。1986年に、白泉社の『Wendy』SPRING号に読み切り掲載された。

## あらすじ
人間と犬のキメラ「ショナ」は、人間にも変化するドーベルマン男。幼い頃に研究所から逃げ出し、百合花に拾われた。人間姿で甘い台詞を口にして、そのままメスドーベルマンの元に通うショナに、百合花の心中は穏やかではない。そんなある日、百合花はショナ確保を企む研究者に囮として捕まえられてしまった。

## 登場人物
宗百合花（そう ゆりか）
10年前にショナを拾う。ショナが人間に変化したことで好意を寄せるようになるが、飼主と飼犬という関係に思い悩み、その思いを口に出せずにいる。
ショナ / 宗新義 （そう しんぎ） / ファディーエフ
ドーベルマン男。アルヘンの作ったキメラの中でも最高傑作。研究所から逃げ出したところを百合花に拾われる。百合花に気があるものの、犬としての本能に逆らうことなく、色々な犬の彼女との逢瀬に盛んである。人間時は、百合花のいとことして「宗新義」と名づけられ、アルヘンには「ファディーエフ」と名づけられていた。
アルヘン
10年前に、人間とドーベルマンの混血種「キメラ」のショナに逃げられる。人間を実験体にしたキメラ研究が明るみに出たために、終身刑に処されたが、身代わりのルースにその刑を服させている。
吉川（よしかわ）
転校生。百合花をデートに誘うが、その目的はショナを捕まえるために百合花を囮にすることだった。百合花に名前を覚えてもらえることは、一度としてなかった。

## 補足
- 『ジャック&エレナシリーズ』のジャックとエレナが、数コマ登場する。
- 「ショナ」は読者に人気があり、作者も気に入っていたことから、同作者の『月の子 MOON CHILD』（1988年 - 1992年）に同名が登場する。

## 収録本
- コミックス版『天女来襲』（1986年9月発行、ISBN 9784592118084）
- 文庫版『天使たちの進化論』（2001年3月20日発行、ISBN 9784592887065）

## 同時収録
『天女来襲』（コミックス版）
- 天女来襲
- ネオ・ドーベルマン（本項）
- 世紀末に愛されて
- 清水玲子の今昔物語

『天使たちの進化論』（文庫版）
- 天使たちの進化論
- 千の夜
- 月下美人
- もうひとつの神話
- ナポレオン・ソロ
- 天女来襲
- ネオ・ドーベルマン（本項）